# Wild Things
Wild Things (bra: Garotas Selvagens; prt: Ligações Selvagens) é um filme estadunidense de 1998, dos gêneros mistério, suspense erótico e policial, dirigido por John McNaughton e estrelado por Matt Dillon, Neve Campbell, Kevin Bacon, Denise Richards e Theresa Russell.
O filme ganhou notoriedade por apresentar várias cenas de sexo, em particular, uma envolvendo Matt Dillon, Denise Richards e Neve Campbell que eram mais explícitas do que normalmente é visto nos lançamentos de Hollywood de grande orçamento. Também chegou a ser rodada uma sequência em que Kevin Bacon e Matt Dillon tomavam banho juntos, mas o diretor John McNaughton resolveu não inserir esta cena na edição final do filme, por considerá-la sem função na trama. O filme teve classificação MPAA de R, ou seja restrito, para "forte sexualidade, nudez, linguagem e violência".
Durante a preparação para rodar uma cena ocorrida perto de um rio, um dos integrantes da equipe técnica viu algo boiando na água. Ao conferir o que era, descobriu-se que era na verdade o corpo de um homem. A polícia local então foi chamada para retirar o corpo da água e a cena em questão foi rodada em outro dia.
O filme tem três sequências diretamente em vídeo para DVD, Wild Things 2 (2004), Wild Things: Diamonds in the Rough (2005) e Wild Things: Foursome (2010).  As seqüências reciclaram grande parte do enredo, diálogo e direção do primeiro filme, embora com diferentes atores. Todos os três filmes, por exemplo, acontecem em Blue Bay, assim como o colegial, o Blue Bay High e o Blue Bay Police Department (BBPD).

## Sinopse
Kelly (Denise Richards) faz de tudo para seduzir Sam (Matt Dillon) mas não consegue. Para se vingar, ela o acusa de violentá-la. A história se complica quando outra garota, Suzie (Neve Campbell), faz a mesma acusação.

## Elenco
- Kevin Bacon — Sargento Ray Duquette
- Matt Dillon — Sam Lombardo
- Neve Campbell — Suzie Marie Toller
- Theresa Russell — Sandra Van Ryan
- Denise Richards — Kelly Lanier Van Ryan
- Daphne Rubin-Vega — Detetive Gloria Perez
- Carrie Snodgress — Ruby
- Jeff Perry — Bryce Hunter
- Robert Wagner — Tom Baxter
- Bill Murray — Kenneth Bowden
- Jennifer Bini Taylor — Barbara Baxter
- Marc Macaulay — Walter

## Recepção
Wild Things teve uma recepção mista para positiva por parte da crítica especializada. Possui uma classificação de 64% em base de 58 críticas no Rotten Tomatoes, indicando uma resposta mista positiva. O filme recebeu uma classificação 52/100 em Metacritic, indicando "revisões mistas ou médias". A Variety elogiou o elenco de Dillon, Bacon, Campbell, Richards, Russell, Murray e Snodgress: "Você tem um conjunto que parece estar desfrutando os desafio de papéis pouco frequentes e material incomum. Não há uma nota errada atingida pelo elenco". A revista também elogiou o filme como "original" com uma "qualidade brilhante e irreal que combina bem com o pulso do drama".
George S. Clinton foi indicado ao Prêmio Saturno de Melhor Música, mas perdeu para o seu colega compositor John Carpenter para John Carpenter's Vampires, outro filme da Columbia Pictures.